# Bonn Agreement
Bonn Agreement (dt. Bonner Übereinkunft) bezeichnet die am 2. Juli 1931 in Bonn festgestellte Kirchengemeinschaft (Full Communion) zwischen den Altkatholischen Kirchen der Utrechter Union und den Kirchen der Anglican Communion.

## Geschichte
Die deutschsprachigen altkatholischen Kirchen waren bereits zum Zeitpunkt ihrer Entstehung ökumenisch ausgerichtet, was durch mehrere Unionskonferenzen in den 1870er Jahren seinen Ausdruck fand. Die Anglikanischen Kirchen bekundeten bereits zu Beginn des altkatholischen Widerstands gegen die Dogmen des Ersten Vatikanischen Konzils ihre Sympathie zu denjenigen Katholiken, die die neuen Dogmen nicht annahmen, was 1878 zu einer diesbezüglichen Erklärung der Lambeth-Konferenz führte:

„Die Tatsache, dass in so manchen Kirchen und christlichen Gemeinschaften auf der Welt gegen die Anmaßungen des römischen Stuhles und gegen die neuen, unter seiner Autorität verkündeten Doktrinen feierlicher Protest erhoben wird, verpflichtet uns zum Dank gegen Gott den Allmächtigen. Alle Sympathie schuldet die anglikanische Kirche den Kirchen und Personen, welche gegen diese Irrtümer protestieren und gewiss unter besonderen Schwierigkeiten arbeiten, Schwierigkeiten, die ihnen durch die Angriffe von Ungläubigen so gut wie durch die Prätentionen Roms bereitet werden.“

Es folgten weitere Erklärungen von anglikanischer wie altkatholischer Seite, die die Nähe zwischen Anglikanern und Altkatholiken zum Ausdruck brachten. 
1881 erklärte der schweizerische christkatholische Bischof Eduard Herzog, dass er mit der bischöflichen Kirche Amerikas in volle Gemeinschaft getreten sei. In einem Hirtenbrief führte er dazu aus:

„Die kirchliche Gemeinschaft zwischen uns und der anglo-amerikanischen Kirche ist nach jenem von der Apostelgeschichte gegebenen Massstabe sachlich gerechtfertiget, wenn von den beiden Theilen gesagt werden kann: Sie verharren in der Lehre der Apostel; sie besitzen dasselbe Priestertum und feiern dasselbe eucharistische Mahl.“

1883 beschloss die Synode der Alt-Katholischen Kirche in Deutschland, Anglikaner zum Empfang der Kommunion unter beiderlei Gestalt zuzulassen.

## Probleme auf dem Weg zur vollen Gemeinschaft
Probleme bereitete die Tatsache, dass zwar die deutsche altkatholische Kirche und die schweizerische christkatholische Kirche die anglikanische apostolische Sukzessionslinie und damit die Weihen in den anglikanischen Kirchen für gültig erachteten, die Alt-Katholische Kirche der Niederlande die anglikanischen Weihen jedoch nicht anerkannte, bis sie im Juni 1925 nach Prüfung der theologischen und ekklesiologischen Aspekte erklärte:

„Wir glauben, daß die Kirche von England stets die bischöfliche Leitung der alten Kirche beibehalten wollte und daß das Weiheformular Eduards VI. als gültig zu betrachten ist. Wir erklären daher ohne jeden Vorbehalt, daß die apostolische Sukzession in der Kirche von England nicht unterbrochen wurde.“

Damit stand einer vollen Gemeinschaft zwischen den altkatholischen und den anglikanischen Kirchen nichts mehr im Wege, wie auch die Internationale Altkatholische Bischofskonferenz (IBK) anlässlich ihrer Sitzung im selben Jahr festhielt. 

## Wortlaut des Bonn Agreement
1. Jede Kirchengemeinschaft anerkennt die Katholizität und Selbständigkeit der andern und hält die eigene aufrecht. 
1. Each Communion recognizes the catholicity and independence of the other and maintains its own. 
2. Jede Kirchengemeinschaft stimmt der Zulassung von Mitgliedern der andern zur Teilnahme an den Sakramenten zu. 
2. Each Communion agrees to admit members of the other Communion to participate in the Sacraments. 
3. Interkommunion verlangt von keiner Kirchengemeinschaft die Übernahme aller Lehrmeinungen, sakramentalen Frömmigkeit oder liturgischen Praxis, die der anderen eigentümlich ist, sondern schließt in sich, daß jede glaubt, die andere halte alles Wesentliche des christlichen Glaubens fest. 
3. Intercommunion does not require from either Communion the acceptance of all doctrinal opinion, sacramental devotion or liturgical practice characteristic of the other, but implies that each believes the other to hold all the essentials of the Christian faith. 
1958 ersetzte die Lambeth-Konferenz „intercommunion“ mit „full communion“ um zu präzisieren, dass das Bonn Agreement die volle Kirchengemeinschaft feststellte. 

## Bedeutung, historischer Kontext und aktuelle Probleme
Volle Gemeinschaft bestand zunächst nur zwischen der Church of England und der Utrechter Union der Altkatholischen Kirchen, wurde kurz darauf jedoch auf alle anglikanischen Kirchen ausgeweitet. 
Das Bonn Agreement war die erste Feststellung voller Gemeinschaft zwischen zwei unabhängigen katholischen Kirchengemeinschaften, ohne dass sich die eine in die andere eingegliedert hat. Durch die volle Gemeinschaft zwischen den beiden Kirchengemeinschaften können die Mitglieder der jeweiligen Kirche ohne Übertritt am Leben der jeweils anderen Kirche teilnehmen und Mitglied werden; Geistliche der einen Kirche können in der anderen Ämter übernehmen, wenn sie in den Klerus der betreffenden Kirche aufgenommen worden sind, auch dies ohne Übertritt. 
Erste Probleme traten auf, als die altkatholische Polish National Catholic Church (PNCC) der amerikanischen Episkopalkirche die volle Gemeinschaft aufkündigte, da diese die Frauenordination zuließ (1976). 2003 schied die PNCC dann aufgrund dieser Frage auch aus der Utrechter Union aus.
Zum Dialog ruft seit langem das Problem der überlappenden Jurisdiktionen auf, d. h. das Problem, dass in ein und demselben Land eine altkatholische wie auch eine anglikanische Jurisdiktion besteht, was eigentlich dem Gedanken einer vollen Gemeinschaft widerspricht. 
Als einige anglikanische Kirchen sich in der Porvoo-Gemeinschaft in volle Gemeinschaft mit lutherischen Kirchen, mit denen die altkatholischen Kirchen nicht in Gemeinschaft stehen, begaben, trat zudem das Problem der Teilnahme an Bischofsweihen auf, an denen auch nicht anglikanische/altkatholische Bischöfe teilnehmen. Die Internationale Altkatholische Bischofskonferenz verabschiedete daher eine Erklärung, die festhielt, dass die Teilnahme von altkatholischen Bischöfen an der Weihe von anglikanischen Bischöfen, an denen sie gemeinsam mit lutherischen Bischöfen die Hand auflegen, nicht bedeutet, dass die altkatholischen Kirchen mit ebenjenen lutherischen Kirchen in Gemeinschaft stünden.
Die altkatholischen Kirchen sind aufgrund der vollen Gemeinschaft im Anglican Consultative Council vertreten, während die anglikanische Gemeinschaft Vertreter zu den Sitzungen der IBK entsendet.

## Willibrord-Gesellschaft
Die Mitglieder der Willibrord-Gesellschaft stammen aus altkatholischen und anglikanischen Kirchen und haben zum Ziel, die volle Gemeinschaft zu vertiefen.
Die erste Willibrord-Gesellschaft wurde 1908 in England gegründet und hatte zum Ziel, engere Beziehungen zwischen Anglikanern und Altkatholiken herzustellen. Der heilige Willibrord, der aus England stammte, war der Missionar der Friesen und der erste Bischof von Utrecht, als dessen Nachfolger der Erzbischof von Utrecht gilt.
Heute existieren 10 Willibrord-Gesellschaften in Europa und den USA.